# Friedrich Wilhelm Henneberg
Friedrich Wilhelm Henneberg (* 13. Januar 1815 in Gotha; † 19. November 1880 ebenda) war ein deutscher Jurist und Politiker.

## Leben
Friedrich Wilhelm Henneberg besuchte das Gymnasium in Gotha, studierte Rechtswissenschaft in Jena sowie Göttingen und wurde zum Dr. jur. promoviert. Danach war er zunächst als Rechtsanwalt in Thal tätig. Später war er Rechtsanwalt und Notar in Gotha. Er war außerdem Rechtskonsulent der Feuerversicherungsbank und Rechtsbeistand der Lebensversicherungsbank in Gotha. Ab 1848 war er mehrfach liberales Mitglied des Landtags des Herzogtums Gotha; ebenso war er Stadtverordneter in Gotha. Er war Mitbegründer des Nationalvereins, Mitglied des 36er-Ausschusses, Syndikus des Schulze-Delitzsch-Fonds sowie Herausgeber von volkswirtschaftlichen und politischen Schriften.
Durch den Sieg in einer Ersatzwahl war er von 1869 bis 1871 Abgeordneter des Reichstagswahlkreises Herzogtum Sachsen-Coburg-Gotha 2 (Gotha) im Reichstag des Norddeutschen Bundes. Hierdurch war er gleichzeitig auch Mitglied des Zollparlaments. Er gehörte der Deutschen Fortschrittspartei an.